# Adrienne Lecouvreur

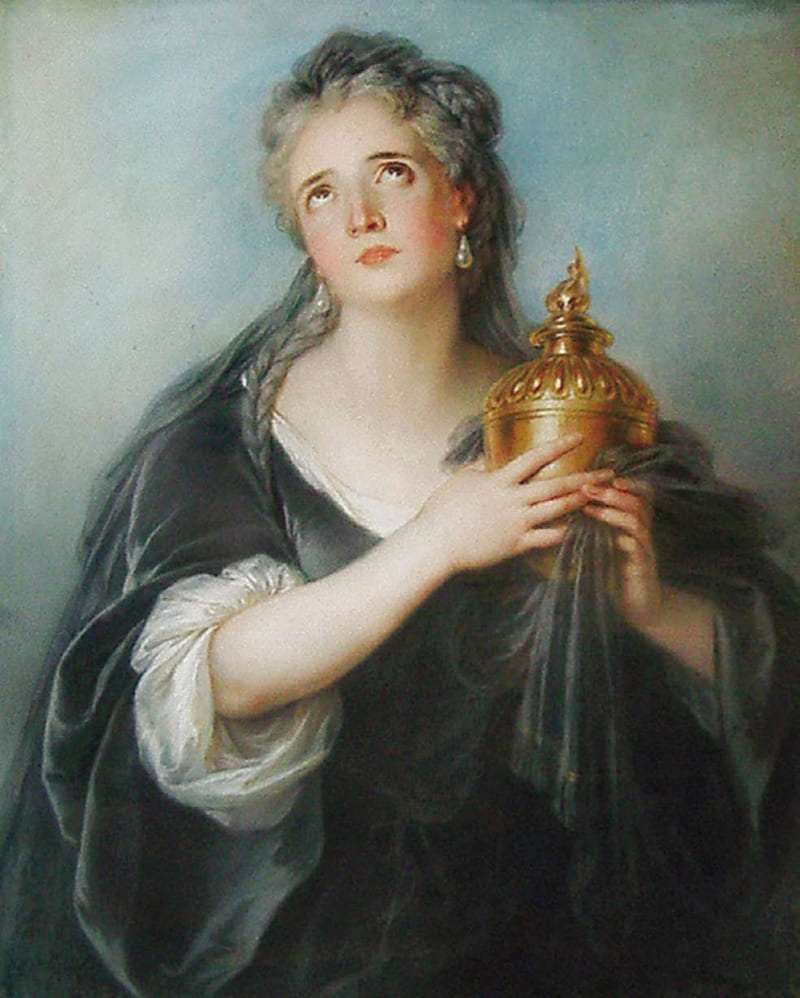
Adrienne Lecouvreur, como Cornelia en La muerte de Pompeyo, obra de Pierre Corneille.

Adrienne Lecouvreur (Damery, 5 de abril de 1692 - 20 de marzo de 1730) fue una actriz francesa. 
Apareció por vez primera sobre un escenario en Lille. Tras su debut parisino en la Comédie Française en 1717, fue inmensamente popular entre el público, hasta su misteriosa muerte.
Se le atribuía una forma de interpretación más natural, menos estilizada.[cita requerida]
Tuvo una relación amorosa con Mauricio de Sajonia, que acabó en tragedia cuando ella fue aparentemente envenenada por su rival, María Carolina Sobieska, duquesa de Bouillon. El rechazo de la Iglesia católica a hacerle un entierro cristiano conmovió a su amigo Voltaire quien escribió un amargo poema sobre este tema.
Su vida inspiró el drama trágico de Scribe y Legouvé sobre el que se basaron la ópera de Francesco Cilea, Adriana Lecouvreur y la opereta Adrienne (1926) de Walter Goetze. Antes que ellos, no obstante, en 1856, Edoardo Vera estrenó su "dramma lirico" Adriana Lecouvreur e la duchessa di Bouillon. En 1913 Sarah Bernhardt la interpretó en la película muda Adrienne Lecouvreur. En 1928, la Metro-Goldwyn-Mayer filmó Dream of Love, basado en la obra teatral de Scribe y Legouvé, Adrienne Lecouvreur, protagonizada por Joan Crawford y Nils Asther. Se han hecho al menos otras seis películas basándose en su vida.